# Rosa Xànina
Rosa Iegórovna Xànina, també coneguda com el Petó de la Mort, (rus: Роза Егоровна Шанина) (Yed'ma, 3 d'abril de 1924 - prop de Rikhau, Prússia Oriental, 28 de gener de 1945) va ser una franctiradora soviètica de l'Exèrcit Roig que va participar en la Segona Guerra Mundial. Va ser responsable de la mort de cinquanta-nou soldats i oficials enemics, dotze d'ells franctiradors, durant la batalla de Vílnius (1944).

## Vida personal
Rosa va néixer en una família nombrosa camperola de les regions àrtiques. La seva mare era lletera al kolkhoz i el seu pare, registrador.
Rosa Xànina va tenir quatre germans: Mikhaïl, Fiódor, Serguei i Marat. Mikhaïl mor al setge de Leningrad a 1941, Fiódor fou mort el mateix any durant la Batalla de Crimea de 1941. Serguei mai va retornar de la guerra viu, quedant Marat com l'únic supervivent.

## Carrera
Després d'assistir al Col·legi d'Entrenament de Mestres d'Arkhànguelsk, Rosa va ser docent en una escola d'educació infantil. En morir tres dels seus germans durant la invasió nazi, es va enrolar voluntàriament a Vsevobuch i més tard a l'Escola Central d'Entrenament de Franctiradores a Podolsk. El 22 de juny de 1943, Shanina s'allista a l'Exèrcit Roig i el 2 d'abril de 1944, s'uneix a la 184a Divisió de Fusellers, on es va perfeccionar com a dona franctiradora. És guardonada amb l'Orde de Glòria el 18 de juny i novament el 22 de setembre de 1944.
Quan havia de replegar-se per ordre del comandant del batalló, Xànina replicava sempre "retornaré a la batalla". Aquest dit, més tard, va donar nom al llibre Retornant a la batalla de Nikolai Zhuravlyova. El 12 de desembre de 1944 Rosa va ser ferida en una espatlla, i el 27 de desembre de 1944 va ser guardonada amb la Medalla al Valor entre les primeres dones franctiradores.
En aquests moments havia aconseguit abatre a 54 soldats i oficials enemics confirmats, incloent 12 franctiradors.

## Mort i memòria
Rosa Xànina va morir en una batalla prop del Jutorán de Rijau (Prússia Oriental, Alemanya; hui Kaliningrad, Rússia) el 28 de gener de 1945, amb 20 anys.
En un primer moment va ser sepultada sota un perer, al costat d'un rierol tranquil llavors anomenat Allya. Després, les seves cendres es van traslladar juntament amb les d'altres herois a una tomba col·lectiva en el llogaret de Znamensk, Kaliningrad.
S'han publicat el seu diari de combat i diverses cartes. En el seu honor es van nomenar carrers d'Arkhànguelsk així com dels assentaments de Shangaly i de Stroyevskoye.